# Trachylepis dumasi
Espèce
Synonymes
- Mabuya dumasi Nussbaum & Raxworthy, 1995

Statut de conservation UICN

 VU B1ab(iii) : Vulnérable
Trachylepis dumasi est une espèce de sauriens de la famille des Scincidae.

## Répartition

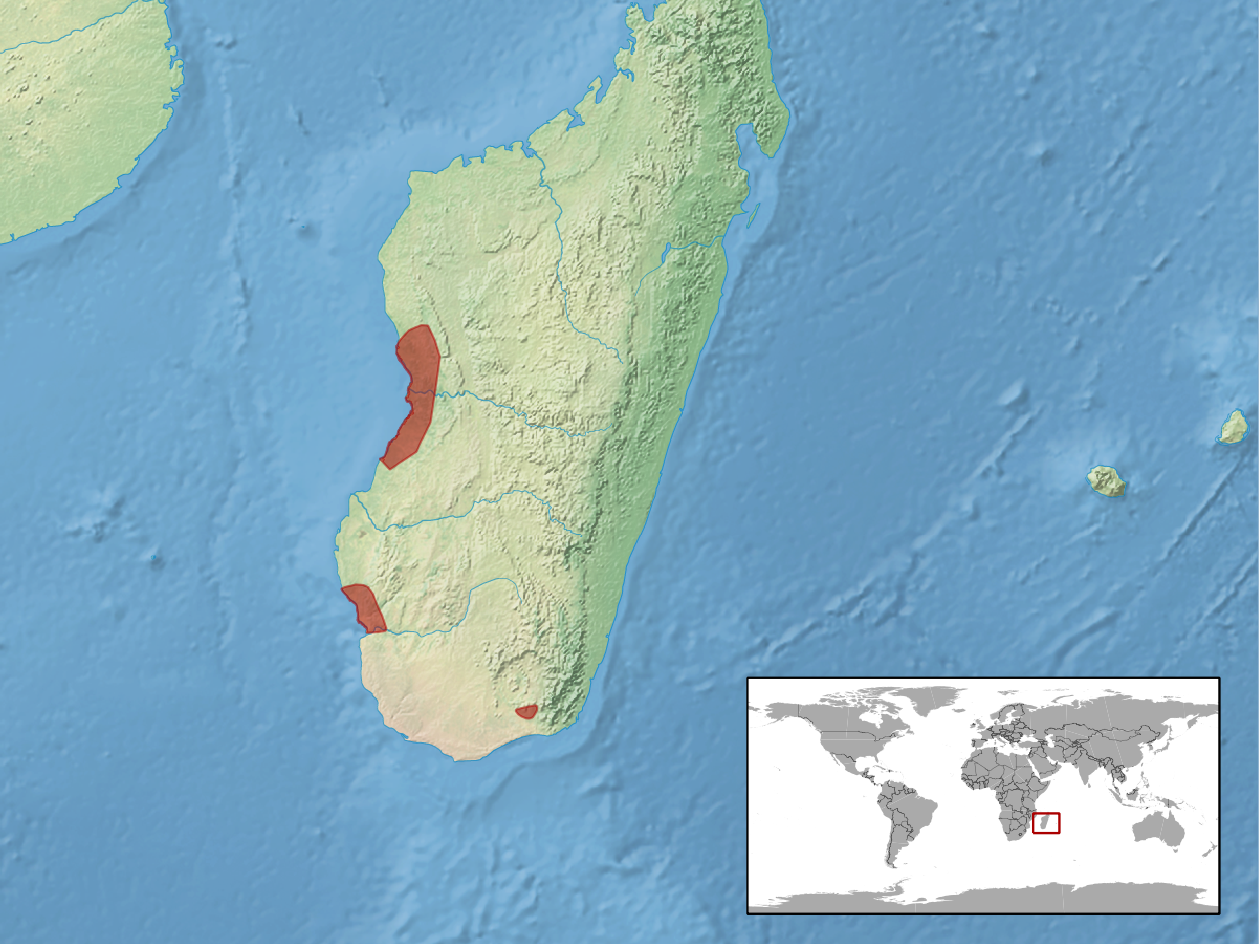
Répartition de l'espèce.

Cette espèce est endémique de Madagascar.

## Étymologie
Cette espèce est nommée en l'honneur de Philip Conrad Dumas (1923-1992).

## Publication originale
- Nussbaum & Raxworthy, 1995 : A new Mabuya (Reptilia: Squamata: Scincidae) of the aureopunctata-group from southern Madagascar. Journal of Herpetology, vol. 29, no 1, p. 28-38.